# Manouria
Manouria es un género de tortugas de la familia Testudinidae cuyas especies se distribuyen por el sur y sudeste de Asia.

## Especies
Se reconocen las siguientes especies:
- Manouria emys (Schlegel & Müller, 1840) — Tortuga montesa o tortuga marrón asiática.
- Manouria impressa (Günther, 1882) —  Tortuga grabada.
- Manouria sondaari Karl & Staesche, 2007 - tortuga fósil encontrada en la isla de Luzón, Filipinas.[4] Sin embargo se ha propuesto que esta especie pertenece al género Megalochelys.[3]
- Manouria punjabiensis (Lydekker, 1889) – tortuga fósil encontrada en la cordillera Siwalik, India.[3]
- Manouria oyamai Takahashi, Otsuka & Hirayama , 2003 –  tortuga fósil encontrada en las islas Ryūkyū, Japón.[3]